# Jinzhouornis
Цзіньчжоуорніс (Jinzhouornis) — сумнівний рід викопних птахів. Їх скам'янілості знайшли в скелях утворення Цзіньчжоу в провінції Ляонін, Китай, датується ранньою крейдою (ранній аптіан, близько 125 мільйонів років тому).
Два, описані в 2002 році, види є дискусійними. J. yixianensis ледь відрізняється від роду Confuciusornis і був щонайменше дуже близьким родичем. J.zhangjiyingia, можливо, є молодою особиною Confuciusornis sanctus. Проте, щоб обґрунтувати ці питання, потрібно краще вивчити зразки Jinzhouornis, порівнявши їх з численними скам'янілостями Confuciusornis.

## Етимологія
Назва походить від місця їхнього відкриття. Jinzhouornis означає «птах Цзіньчжоу».